# Cantone di Malemort-sur-Corrèze
Il Cantone di Malemort-sur-Corrèze è una divisione amministrativa dell'arrondissement di Brive-la-Gaillarde.
A seguito della riforma approvata con decreto del 24 febbraio 2014, che ha avuto attuazione dopo le elezioni dipartimentali del 2015, è passato da 6 a 5 comuni.

## Composizione
I 6 comuni facenti parte prima della riforma del 2014 erano:
- La Chapelle-aux-Brocs
- Dampniat
- Malemort-sur-Corrèze
- Ussac
- Varetz
- Venarsal

Dal 2015 i comuni appartenenti al cantone sono passati a 5, diventati i seguenti 4 dal 1º gennaio 2016 a seguito della fusione dei comuni di Malemort-sur-Corrèze e Venarsal a formare il nuovo comune di Malemort.:
- Dampniat
- Malemort
- Ussac
- Varetz